# Diffusione dell'HIV in Uganda
La diffusione dell'HIV in Uganda è caratterizzata dall'essersi risolta in uno dei rari successi nella lotta contro l'HIV e l'AIDS, e il programma nazionale per contrastare l'epidemia di AIDS in Africa che ha attuato è visto come il più efficace della regione.
Il Presidente Yoweri Museveni ha stabilito l'AIDS Control Program (Programma per il Controllo dell'AIDS o ACP) attraverso il ministero della sanità con lo scopo di creare linee guida per la battaglia contro l'HIV e l'AIDS in Uganda. La nazione si rese velocemente conto che l'AIDS non era un problema solamente legato alla sanità e nel 1992 creo' il Multi-Sectoral AIDS Control Approach (approccio multi-settore per controllo dell'AIDS). Questi due programmi, insieme ad una terza agenzia fondata anch'essa nel 1992, la Commissione Ugandese per l'AIDS, hanno giocato un ruolo di primo piano nello sviluppo delle linee politiche nazionali nei riguardi dell'AIDS. Una serie di diversi approcci è stata utilizzata per educare i cittadini sui rischi dell'AIDS e su come proteggersi, con programmi che variano da quello che incoraggiano l'uso di preservativi a quelli che insistono l'astinenza dal sesso sia la sola soluzione. L'Uganda ha inoltre creato programmi che insegnano a prospettive madri come partorire e allattare i propri bambini in modo sicuro, limitando le possibilità che un bambino possa essere infettato dalla madre. L'Organizzazione Mondiale della Sanità stima che nel 2001 circa 41.000 donne hanno atteso programmi incentrati su questi argomenti.. L'Uganda è stata la prima nazione in Africa ad aprire centri dove è possibile ricevere test per l'HIV e consigli medici.
Come conseguenza dell'alto tasso di infezione in Uganda negli anni Ottanta e Novanta molte persone vennero a bisognare test per venire a sapere se erano infetti o meno. L'unica opzione allora possibile era recarsi al centro nazionale per le trasfusioni del sangue, che testava il sangue per essere sicuro non ci fosse nessuna traccia di HIV ogni volta che il sangue veniva donato. Nel 1990 un gruppo di agenzie non governative insieme con il ministro della sanità ugandese crearono il primo Centro d'Informazioni per l'AIDS, con lo scopo di provvedere test e supporto per chiunque avesse bisogno. Le similarità tra l'approccio dell'Uganda e quello del Senegal sono numerose. In Senegal il governo rispose all'epidemia in maniera decisa, spinto dal fatto che il ceppo HIV-2 del virus venne scoperto da Dr. Mboup, uno scienziato senegalese.

## La storia della vittoria ugandese
Sia l'astinenza che la monogamia aiutarono a fermare la diffusione di AIDS in Uganda, dove le infezioni raggiunsero le proporzioni di un'epidemia negli anni Ottanta. La diffusione di HIV incominciò a calare verso la fine degli anni Ottanta e continuò a calare negli anni Novanta. Tra il 1991 e il 2000 il tasso di infezioni di HIV è crollato. Ci sono diverse stime riguardanti la proporzione di questi declini nel tasso di infezioni, e modelli matematici hanno previsto che calarono dal 15% al 6%. Il declino nel numero di infezioni viene attribuito in larga misura al presidente Museveni, che dopo esser stato eletto è diventato l'iniziatore di una campagna educativa di massa che aveva come capi saldi tre punti, mirati alla prevenzione delle infezioni: astinenza sessuale fino al matrimonio, monogamia all'interno del matrimonio, e usare preservativi come ultima risorsa.
Questi punti divennero noti come ABC: Astieniti, sii fedele (Be faithful in inglese), e usa i Condom. Il governo utilizzò un programma mirato a raggiungere diversi settori sociali col suo messaggio: sviluppò una forte relazione con leader religiosi, che furono alla base della diffusione dell'ABC. Le scuole incorporarono l'ABC nei loro programma di studi, e comunità di fedeli, sia cristiani, musulmani ed ebrei, insegnarono l'ABC ai leader delle loro comunità. Il governo lanciò inoltre una campagna mediatica facendo uso della stampa, di cartelloni pubblicitari, di messaggi via radio, e della televisione in modo da diffondere i messaggi di astinenza e monogamia. Durante i primi anni dell'ABC l'uso dei preservativi non era uno degli elementi principali della campagna per la lotta contro l'AIDS.
Il presidente Museveni disse: "Ci dicono che tra noi e la distruzione del nostro continente c'è solamente un sottile strato di gomma...i preservativi non possono diventare il mezzo principale per fermare il corso dell'AIDS." Aggiunse che i profilattici dovrebbero essere usati "se non si è in grado di gestire la A e la B...come un'ultima risorsa." Diverse ricerche mostrano che il calo della diffusione di AIDS in Uganda è dovuto ad astinenza e monogamia piuttosto che all'uso di preservativi. Secondo Dr. Edward Green, un antropologo dell'Università di Harvard, e un esperto sul programma ugandese contro l'AIDS, la fedeltà al proprio partner è il fattore più importante del programma, ed è ciò che lo ha reso di successo, seguita dall'astinenza. Nel 2004 uno studio scientifico raggiunse le stesse conclusioni, trovando che l'astinenza tra i giovani adulti e la monogamia e non l'uso di preservativi erano responsabili per il declino dell'AIDS in Uganda.

## Critiche
Nuove ricerche hanno messo in dubbio la portata del successo ugandese. Una ricerca pubblicata sulla rivista medica The Lancet nel 2002 mette in discussione il declino di infezioni. La ricerca sostiene che le statistiche siano state distorte attraverso una sbagliata estrapolazione dei dati ottenuti da piccole cliniche di città successivamente applicati all'intera popolazione, che per il 90% vive in aree rurali. Inoltre, i test di un nuovo farmaco per l'HIV, la nevirapina sono stati oggetto di forti perplessità e critiche. Un programma incentrato sull'astinenza sessuale, promosso dagli Stati Uniti è stato aspramente criticato in quanto non dava opportunità ai giovani di imparare alcun metodo per prevenire l'HIV al di fuori della castità fino al matrimonio.
Human Rights Watch spiega che programmi educativi come questo "lasciano i bambini Ugandesi a rischio di contrarre HIV." In Uganda si è inoltre incominciato ad insegnare una nuova versione del programma ABC, chiamato ABCD, dove la D sta per Death (morte); presentata come alternativa per chi non ha rapporti sicuri. Aspre critiche a queste posizioni sono giunte da organizzazioni che sottolineano come in molti paesi del mondo le donne non detengano il potere di insistere con il partner sull'astinenza o la fedeltà. Spesso nei paesi più poveri le donne non conoscono il proprio stato HIV: perciò è stato suggerito che all'approccio ABC dovrebbe affiancarsi la D, non per death ma per "disclosure" diritto a conoscere, e la E, per "education", in quanto la vulnerabilità delle donne africane alle infezioni è spesso legata alla loro mancanza di accesso all'istruzione, la qual cosa peggiora il loro sfruttamento economico. Infine è stato argomementato che la protezione delle donne dalle infezioni (HIV compreso) richiederebbe metodi di prevenzione controllabili direttamente dalle femmine, F, per female-controlled prevention, ed in particolare l'accesso a sostanze microbicide e profilattici femminili.
In alternativa, l'organizzazione cattolica Human Life International afferma che "I profilattici sono parte del problema, non della soluzione" e che "il governo dell'Uganda crede i suoi cittadini abbiano la capacità umana di cambiare i propri comportamenti a rischio." Molti pensano sia inadeguato descrivere l'esperienza Ugandese come un successo su tutti i fronti, ma comunque senza dubbio si è avuto un impegno politico e sociale importante e duraturo. In altri paesi, come in Zimbabwe e Sud Africa, leader incapaci di rispondere alla crisi hanno indotto le loro nazioni in uno stato di epidemia; alcune di queste figure, come l'ex presidente Thabo Mbeki negano ci sia una connessione tra HIV e AIDS.

## Struttura medica
La dispensazione di servizi medici in Uganda è condivisa fra tre gruppi: gli ospedali e cliniche nazionali, amministrati dal governo; dottori che lavorano in proprio o in privato, ostetrici e personale per l'assistenza delle nascite; e NGO o servizi medici a scopo filantropico. La comunità internazionale di ricercatori e della sanità è molto attiva in Uganda. Parte del successo nel contenimento di HIV e AIDS è dovuto alla cooperazione tra governo e associazioni non governative (NGO) e la comunità internazionale.

## Proposte alternative
Diversi studi, condotti in Uganda e nei paesi circostanti, indicano che la circoncisione di uomini in età adulta può essere una modalità effettiva e a basso costo per ridurre il numero di infezioni di HIV. Una revisione di studi sull'accettabilità della circoncisione in Africa indica che il 65% degli uomini non circoncisi intervistati è disposto a sottoporsi all'operazione per la circoncisione. Il 69% delle donne erano a favore della circoncisione dei loro compagni, e il 71% degli uomini e l'81% delle donne era a favore di circoncidere i propri figli. Un'analisi economica di Dr.Bertran Auvert, dell'INSERM U687, Saint-Maurive, France, e dei suoi colleghi ha stimato il costo della circoncisione di maschi di età adulta in Africa, nei primi 5 anni, essere di circa $1036 milioni per il settore privato e di $965 milioni per il settore pubblico della sanità. Il costo cumulativo, nei primi 10 anni, è stato calcolato essere $1271 milioni per il settore privato e $173 milioni per quello pubblico. Dopo aver appuntato le modifiche tenendo conto dei farmaci per HIV che non verrebbero acquistati, i ricercatori hanno calcolato che questo programma risulterebbe in un risparmio di circa $2 per adulto all'anno per i primi 20 anni del programma.